# Rarden (Ohio)
Rarden es una villa ubicada en el condado de Scioto en el estado estadounidense de Ohio. En el Censo de 2010 tenía una población de 159 habitantes y una densidad poblacional de 289,58 personas por km².

## Geografía
Rarden se encuentra ubicada en las coordenadas 38°55′24″N 83°14′31″O / 38.92333, -83.24194. Según la Oficina del Censo de los Estados Unidos, Rarden tiene una superficie total de 0.55 km², de la cual 0.55 km² corresponden a tierra firme y (0%) 0 km² es agua.

## Demografía
Según el censo de 2010, había 159 personas residiendo en Rarden. La densidad de población era de 289,58 hab./km². De los 159 habitantes, Rarden estaba compuesto por el 99.37% blancos, el 0% eran afroamericanos, el 0% eran amerindios, el 0.63% eran asiáticos, el 0% eran isleños del Pacífico, el 0% eran de otras razas y el 0% pertenecían a dos o más razas. Del total de la población el 0% eran hispanos o latinos de cualquier raza.